# Moon Boot
Moon Boot ist eine Marke der italienischen Tecnica Group. Die 1969 erstmals als Moon Boots oder auch Moonboots angebotenen Winterstiefel zählen als Mode- und Sportartikel zugleich.

## Geschichte

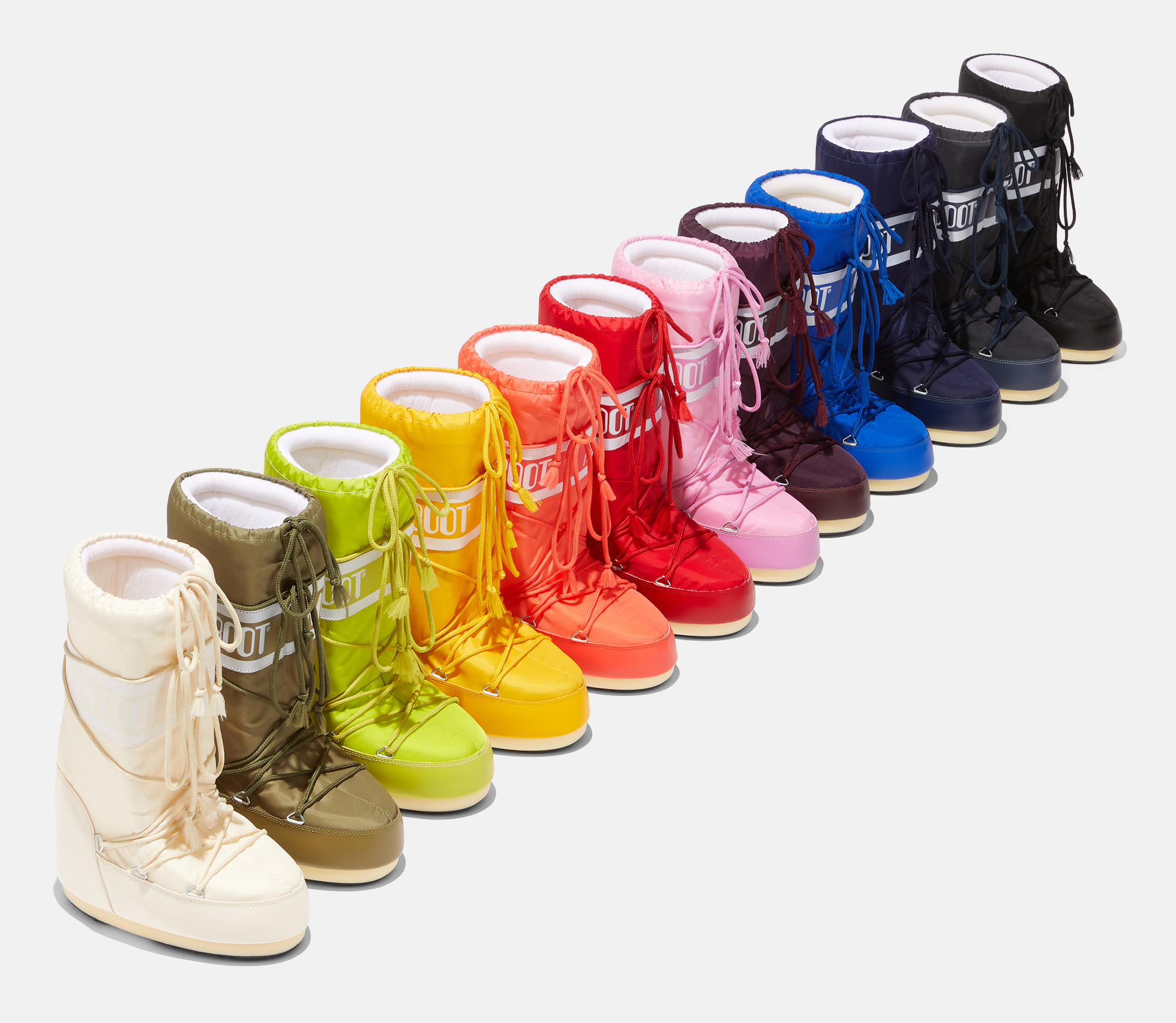
Moonboots

Nachdem der Firmengründer des italienischen Sportartikelherstellers Tecnica Giancarlo Zanatta die erste Mondlandung der Apollo 11 im Jahr 1969 beobachtet und sich von der Form und Technologie der Astronautenstiefel inspirieren ließ, zeichnete er Skizzen und begann mit dem Design und der Entwicklung des ursprünglichen Moon Boot. 1978 ließ sein Unternehmen weltweit den Markennamen Moon Boot markenrechtlich schützen.
In den Jahren nach der Mondlandung wurden die Stiefel der Marke Moon Boot zu einer beliebten Modeerscheinung und tauchten Anfang der 2000er Jahre als retrofuturistischer Modetrend wieder auf.
Anfänglich bestanden die Stiefel außen aus wasserabweisendem Kunststoff, innen geschäumt oder wattiert mit einer angeschweißten Kunststoffsohle. Heute gibt es die Stiefel in unterschiedlichsten Anfertigungen.